# Bethalto
Bethalto es una villa ubicada en el condado de Madison, Illinois, Estados Unidos. Según el censo de 2020, tiene una población de 9.310 habitantes.
Está ubicada en la porción del Metro East de Illinois que forma parte del área metropolitana de la ciudad de San Luis.  

## Geografía
La localidad está ubicada en las coordenadas 38°54′06″N 90°02′41″O / 38.90167, -90.04472 (38.90166, -90.044841). Tiene una superficie de 92.24 km². De ese total, 91.83 km² corresponden a tierra firme y 0.41 km² corresponden a agua. Según la Oficina del Censo de los Estados Unidos, tiene una superficie total de 19.79 km², de la cual 19.66 km² corresponden a tierra firme y 0.13 km² es agua.

## Demografía
Según el censo de 2010, había 9521 personas residiendo en Bethalto. La densidad de población era de 483,82 hab./km². De los 9521 habitantes, Bethalto estaba compuesto por el 96.77% blancos, el 0.84% eran afroamericanos, el 0.15% eran amerindios, el 0.54% eran asiáticos, el 0.04% eran isleños del Pacífico, el 0.67% eran de otras razas y el 1% pertenecían a dos o más razas. Del total de la población el 1.9% eran hispanos o latinos de cualquier raza.